# Face à face (film, 2002)
Pour les articles homonymes, voir Face à face.
Pour plus de détails, voir Fiche technique et Distribution.
Face à Face est un long-métrage marocain réalisé par Abdelkader Lagtaâ, sorti en 2002.

## Synopsis
Casablanca, 1995.Kamal est ingénieur et travaille à la construction d’un barrage dans le Sud. Il est marié et semble heureux avec sa femme Amal et sa fille. Seule ombre au tableau : son épouse souhaite comme convenu reprendre ses études. La corruption qui règne dans les milieux de la construction va rattraper l’ingénieur trop scrupuleux. Sa femme est arrêtée par la police. Il se laisse convaincre qu’elle s’est enfuie et à son tour, disparaît. Le couple se trouve défait, chacun remâchant sa rancœur contre l’autre.
Le Sud marocain, de nos jours.
Amal a appris que son mari vit dans le Sud du pays. En compagnie de son beau-frère, elle va essayer de retrouver sa trace. Leur périple devient progressivement un voyage dans la mémoire, la leur et celle de toute une génération de Marocains. Lentement, le temps des violences anciennes et des arrestations arbitraires refait surface à la faveur des récits des uns et des autres. Mais la vie continue, les traumatismes d’hier n’ont de sens que par leur survivance actuelle. La fille d’Amal et Kamal a grandi et désire revoir son père. Amal est tiraillée entre passé et présent. À l’image de son pays, le Maroc.

## Distribution
- Sanâa Alaoui
- Younès Migri
- Mohammed Marouazi